# Papagayohalvön
Papagayohalvön är en halvö i den nordvästra provinsen Guanacaste i Costa Rica. Halvön som bildades av vulkanisk aktivitet och har formats av väder, sträcker sig in i Golfo de Papagayo. Längs den 24 km långa kusten finns 31 olika stränder och den större halvön Santa Elena i norr skyddar vattnet. Papagayohalvön är ett stort turistmål med resorten Four Seasons Resort Costa Rica, flera golfbanor och lyxiga bostäder och fastigheter.